# Уолдер, Эрик
Эрик Уолдер (англ. Erick Walder; род. 5 ноября 1971, Мобил, Алабама) — американский легкоатлет, специалист по прыжкам в длину и тройным прыжкам. Выступал за сборную США по лёгкой атлетике в 1990-х годах, обладатель серебряной медали чемпионата мира, двукратный бронзовый призёр чемпионатов мира в помещении, двукратный серебряный призёр Игр доброй воли. Дважды показывал лучшие результаты мирового сезона в прыжках в длину (1994, 1996).

## Биография
Эрик Уолдер родился 5 ноября 1971 года в городе Мобил, штат Алабама.
Занимался лёгкой атлетикой во время учёбы в Университете Арканзаса, в составе университетской команды Arkansas Razorbacks успешно выступал на различных студенческих соревнованиях, в том числе 10 раз выигрывал чемпионаты Национальной ассоциации студенческого спорта в прыжках в длину и тройных прыжках — как на открытом стадионе, так и в помещении.
Впервые заявил о себе на международном уровне в сезоне 1990 года, когда вошёл в состав американской сборной и выступил на юниорском мировом первенстве в Пловдиве, где в зачёте тройного прыжка занял итоговое 15-е место.
В 1993 году стал четвёртым в прыжках в длину на чемпионате мира в Штутгарте.
В 1994 году на соревнованиях в Эль-Пасо установил свой личный рекорд в прыжках в длину и показал лучший результат мирового сезона — 8,74 метра. В той же дисциплине завоевал серебряную награду на Играх доброй воли в Санкт-Петербурге, уступив только своему титулованному соотечественнику Майку Пауэллу.
В 1995 году выиграл бронзовую медаль на чемпионате мира в помещении в Барселоне.
В мае 1996 года на соревнованиях в Спрингфилде превзошёл всех соперников, показав при этом лучший результат мирового сезона — 8,58 метра.
В 1997 году был четвёртым на чемпионате мира в помещении в Барселоне, вторым на чемпионате мира в Афинах, третьим на Финале Гран-при IAAF в Фукуоке.
В 1998 году среди прочего получил серебро на Играх доброй воли в Нью-Йорке.
В 1999 году взял бронзу на чемпионате мира в помещении в Маэбаси, выступил на чемпионате мира в Севилье, стал бронзовым призёром Финала Гран-при IAAF в Мюнхене.
В 2004 году на соревнованиях Adidas Oregon Track Classic провалил допинг-тест и решением USATF был отстранён от участия в соревнованиях на 2 года.
По окончании срока дисквалификации возобновил карьеру и оставался действующим профессиональным спортсменом вплоть до 2010 года.